# Здрестов, Степан Михайлович
Степан Михайлович Здрестов (07.08.1921, Красноярский край — 13.01.1945) — командир расчёта 82-мм миномёта 449-го Ковенского стрелкового полка 144-й Виленской стрелковой дивизии 5-й Ударной армии 3-го Белорусского фронта, старший сержант — на момент представления к награждению орденом Славы 1-й степени.

## Биография
Родился 7 августа 1921 года в деревне Новомихайловка Манского района Красноярского края . Член ВКП с 1943 года. После окончания шести классов работал в колхозе. Окончил курсы трактористов.
В 1939 году был призван в Красную Армию. Службу проходил у западных границ страны. С первых дней Великой Отечественной войны участвовал в боях с немецко-вражескими захватчиками на Западном фронте. Испытал горечь отступления, защищал Москву. Осенью 1943 года был награждён медалью «За отвагу». В ноябре 1943 года 144-я стрелковая дивизия, в которой, в составе 612-го стрелкового полка, воевал командир миномётного расчета сержант Здрестов, вела бои на земле Белоруссии в Витебской области.
3 декабря 1943 года сержант Здрестов в расчетом вместе с пехотой форсировал по льду реку Рассасенка в районе населенного пункта Красная Слобода. Минометчики находились в первых рядах наступающих, неся на плечах разобранный миномет и запас мин. Недалеко от берега рядом разорвался снаряд и миномет ушел под воду. Здрестов организовал спасение оружия, лично, несмотря на мороз и полученное ранение, нырял в ледяную воду. Добравшись до берега расчет установил миномет и открыл огонь по врагу. В течение дня минометчики помогли пехоте отбить 6 контратак противника. За этот бой воины расчета были награждены медалями, а сержант Здрестов представлен к ордену. Он пролежал в медсанбате около двух недель. После выздоровления был направлен в 419-й стрелковый полк той же дивизии командиром минометного расчета. Приказом по 144-й стрелковой дивизии от 24 января 1944 года за мужество и отвагу проявленные в бою сержант Здрестов Степан Михайлович награждён орденом Славы 3-й степени.
Началась Белорусская операция. Расчет Здрестова снова действовал в боевых порядках пехоты. Особенно отличился расчет при форсировании реки Березина. Преодолев широкую болотистую пойму, минометчики на подручных средствах переправились на вражеский берег и вместе с пехотинцами участвовали в захвате и удержании плацдарма. Вес расчет получил благодарность командования, а политотдел выпустил листовку об отважных минометчиках и призвал всех воинов дивизии учиться у них мастерству форсирования водных преград и умению вести бой.
Вскоре разгорелись бои за литовскую столицу — Вильнюс. На рассвете 10 июля 1944 года начался штурм последних укреплений врага. В течение дня минометный расчет старшего сержанта Здрестова удачно меняя огневые позиции и тщательно их маскируя, подавил 4 вражеские огневые точки, мешавшие продвижению наших подразделений. Минометчики уничтожили противотанковое орудие и более двухсот противников. Приказом по войскам 5-й Ударной армии от 5 октября 1944 года за мужество и отвагу проявленные в боях за город Вильнюс старший сержант Здрестов Степан Михайлович награждён орденом Славы 2-й степени.
144-я стрелковая дивизия продолжала наступление на левом фланге 5-й армии и подошла границе Восточной Пруссии. В этих боях отважный минометчик вновь отличился. Представляя старшего сержанта Здрестова 20 ноября 1944 года к ордену Славы 1-й степени, командир полка гвардии подполковник Байков писал: «16-19 октября в наступательных боях за город Кибертай и приграничный город Эйдткунен, расчет сержанта Здрестова подавил минометную батарею, пять пулеметных точек и уничтожил свыше тридцати вражеских солдат и офицеров. Своими действиями помог наступающей стрелковой роте успешно выполнить поставленную ей задачу — выйти на государственную границу СССР».
Указом Президиума Верховного Совета СССР от 24 марта 1945 года за исключительное мужество, отвагу и бесстрашие, проявленные в боях с вражескими захватчиками старший сержант Здрестов Степан Михайлович награждён орденом Славы 1-й степени. Стал полным кавалером ордена Славы.
Но о заслуженной награде отважный минометчик не узнал. Шла Восточно-Прусская операция. Расчет старшего сержанта Здрестова продвигался вместе с пехотой в составе передового батальона. 13 января 1945 года в районе города Инстербург при отражении контратаки вражеский снаряд разорвался в пяти шагах от огневой позиции. Здрестов был тяжело ранен и умер в медсанбате. За последние бои он, уже после войны, был посмертно награждён орденом Отечественной войны 2-й степени.
Похоронен в селе Киаулякен.
Награждён орденами Славы 3-х степеней, Отечественной войны 2-й степени, медалями.